# Motor Gun Boat

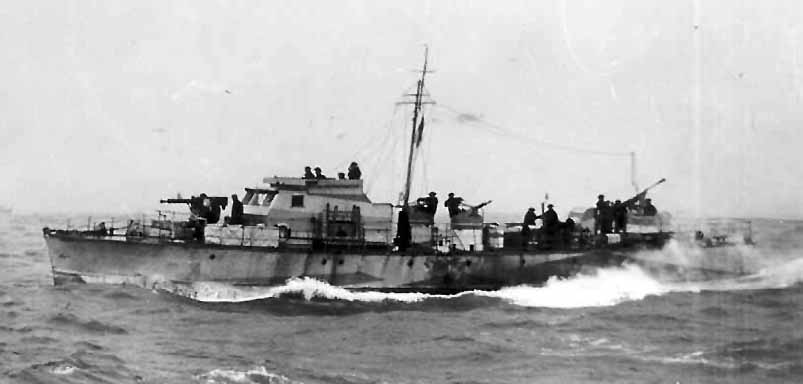
MGB 314 in actie tijdens de Tweede Wereldoorlog

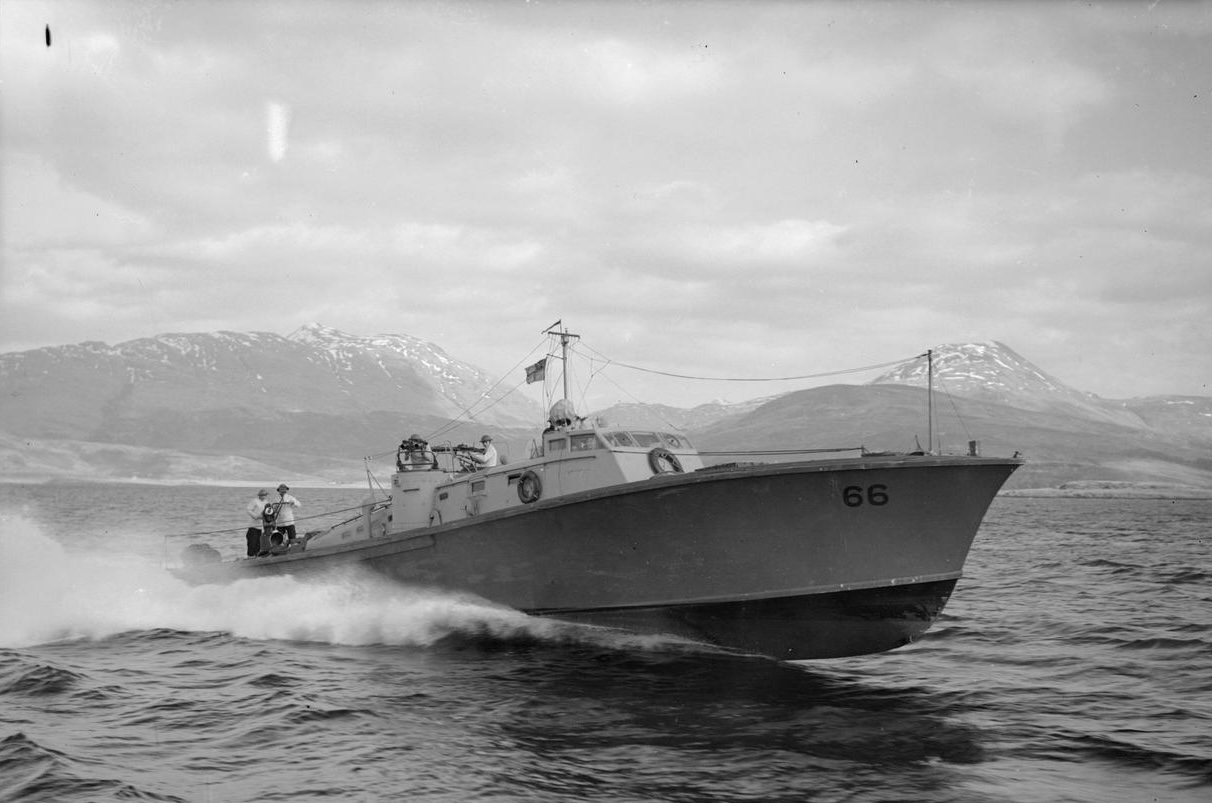
MGB 66 voor de Schotse kust

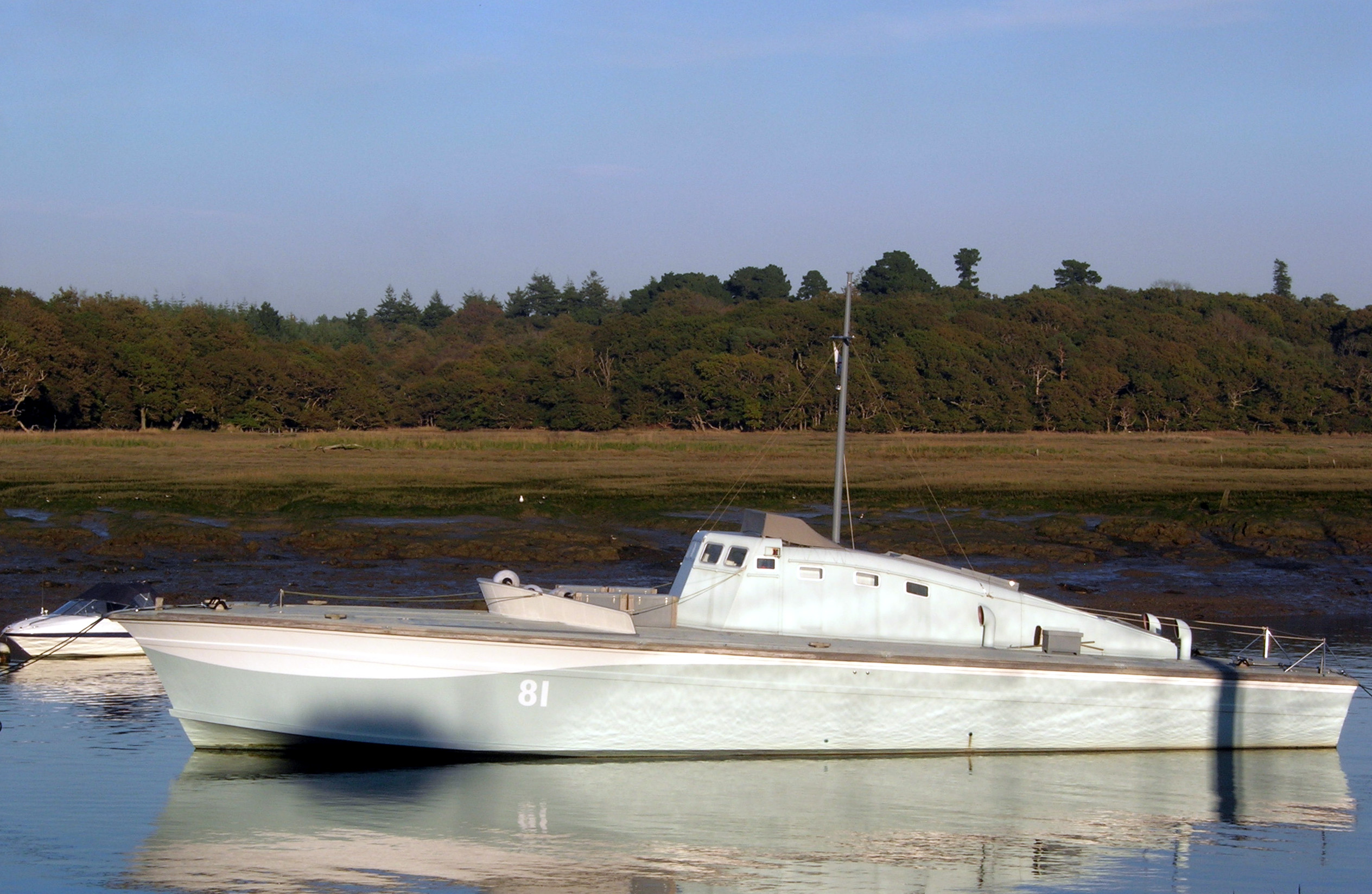
De gerestaureerde MGB-81

Een motor gun boat is een motorboot die onder andere in de Tweede Wereldoorlog gebruikt werd door de Britse Royal Navy.
Voor de bouw van 35 meter lange 'motor gun boats' (MGB) werd gebruikgemaakt van het dezelfde type romp als voor de Motor Torpedo Boats (MTB). De bewapening was zwaar voor zo'n relatief klein schip, en bestond uit een aantal zware mitrailleurs en licht geschut (Oerlikon 20 mm). Ook waren er dieptebommen aan boord. Drie V12-benzinemotoren zorgden voor de voortstuwing; de topsnelheid bedroeg 52 km/h. Door de vlakke onderkant gleed de boot als het ware over het water en kon hij tot vlak bij de kust komen. De boten waren vooral kwetsbaar voor zeemijnen en in slecht weer. Dit laatste in tegenstelling tot de zogenoemde Schnellboote van de Duitsers, torpedoboten met dieselmotoren die een ronde bodem hadden en daardoor zeewaardiger waren.
De MGB werd in Het Kanaal vooral ingezet tegen de Duitse torpedoboten, maar werd ook gebruikt om mensen illegaal op bezette kusten af te zetten of vandaar op te halen. Erik Hazelhoff Roelfzema werd in het kader van Contact Holland door de MGB320 met zijn zendapparatuur naar Nederland gebracht.

In de Middellandse Zee hielden ze zich, in gezamenlijke flottieljes met MTB's, vooral bezig met het tot zinken brengen van Italiaanse en andere vijandelijke schepen.